# 린 틴 틴

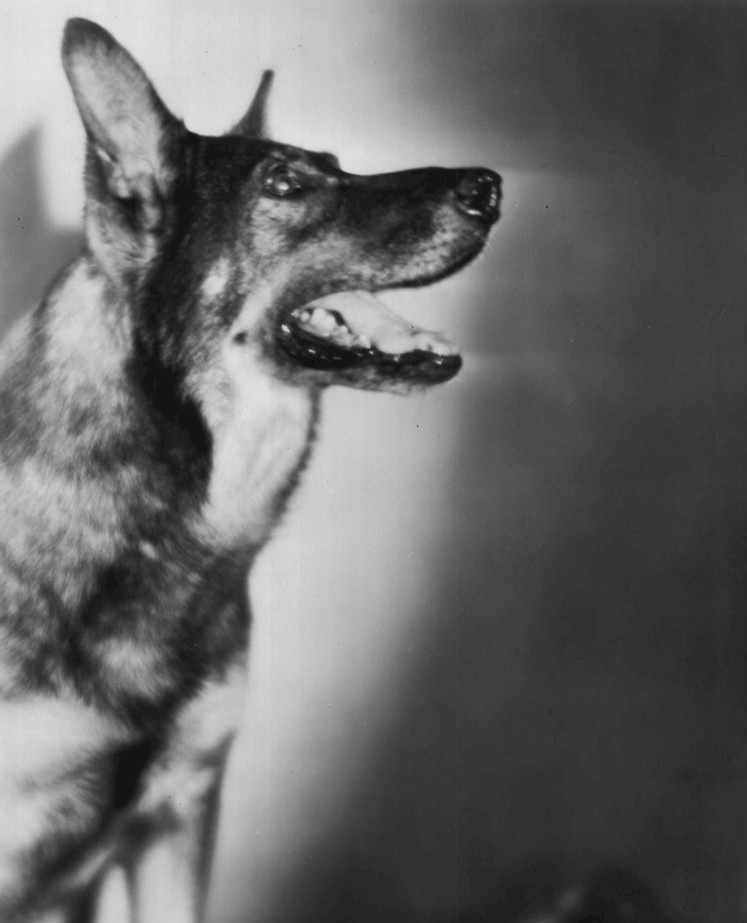
린 틴 틴

린 틴 틴(Rin Tin Tin, 1918년 9월 ~ 1932년 8월 10일)은 저먼 셰퍼드 종의 개로, 제1차 세계 대전 중 미국 군인 리 덩컨에 의해 구출되었다. 이후 여러 영화에 출연하며 유명해졌다.